# دهه ۱۷۳۰ (میلادی)
دهه ۱۷۳۰ (میلادی) صد و هفتاد و سومین دهه تقویم میلادی است.

## درگذشتگان
‎